# Yamina Saheb
Yamina Saheb, née en mars 1971, est une docteure en ingénierie énergétique franco-algérienne, spécialisée dans les politiques énergétiques, sujet de sa thèse de 2003.
Elle travaille notamment au Centre de recherche de la Commission européenne (JRC) et l’Agence internationale de l'énergie (AIE). Elle est actuellement Professeur à Sciences Po.
Elle participe à la rédaction du chapitre 3 du Sixième rapport d'évaluation du GIEC d’avril 2022, dans lequel elle introduit pour la première fois la notion de sobriété, malgré les résistances des politiques[réf. nécessaire]. Il a fallu d’abord en définir le concept scientifique qui n’existait pas encore. Elle s’est appuyée sur les travaux entre 2001 et 2003 de l’Association négaWatt. Elle remarque que la France est le premier pays au monde à avoir introduit en 2015 cette notion dans une loi sur la Transition énergétique.
Elle définit la sobriété à l’intérieur d’un cadre avec une limite haute, les limites planétaires, et une limite basse, des conditions de vie décentes :

« La sobriété repose sur quatre piliers. Ce sont des politiques publiques et des pratiques du quotidien – les secondes étant induites par les premières – qui évitent en amont la demande en ressources naturelles, qui garantissent le bien-être de tous, une vie décente pour tous, et qui s’inscrivent dans le respect des limites planétaires et non pas seulement du budget carbone. »

En 2023, elle est sélectionnée pour faire partie de la seconde promotion de l'Académie des Futurs Leaders, centre de formation pour des personnalités engagées sur des causes de justice environnementale ou sociale, créé par Alice Barbe en 2022. 
En mars 2024, elle lance un Laboratoire mondial de la sobriété.